# بوستان فدک بروجرد
بوستان فدک (پارک فدک) یک پارک شهری در حاشیه شهر بروجرد دریاچه فدک نیز با مساحت ۸ هکتار با عمق بین ۵تا۸ متر درکنار ان واقع است. این پارک در جنوب غربی شهر و در انتهای خیابان فاطمی_فیال و ابتدای جاده گلدشت قرار گرفته و در جنوب روستای فیال و مشرف به تپه تفریحی چغا می‌باشد. بوستان فدک بزرگ‌ترین پارک شهری در بروجرد است.بخشی از بوستان فدک در دست احداث است.
در این بوستان سه دریاچه متصل به یکدیگر احداث شده‌است که از آب رود گلرود تغذیه می‌شوند. دریاچه پارک فدک بزرگ‌ترین دریاچه مصنوعی در غرب ایران است که در محل طلاقی دو رودخانه دائمی گلرود و رودلیقناب یا گرمابه قرار گرفته‌است.

## بخش‌ها و امکانات پارک
- باغ پرندگان بروجرد
- دریاچه‌های شماره یک و دو و سه
- امکانات قایقرانی
- شهربازی کودکان
- پیست دوچرخه سواری
- پیست اتومبیل رانی کودکان
- آلاچیق

## گالری تصاویر

بوستان فدک
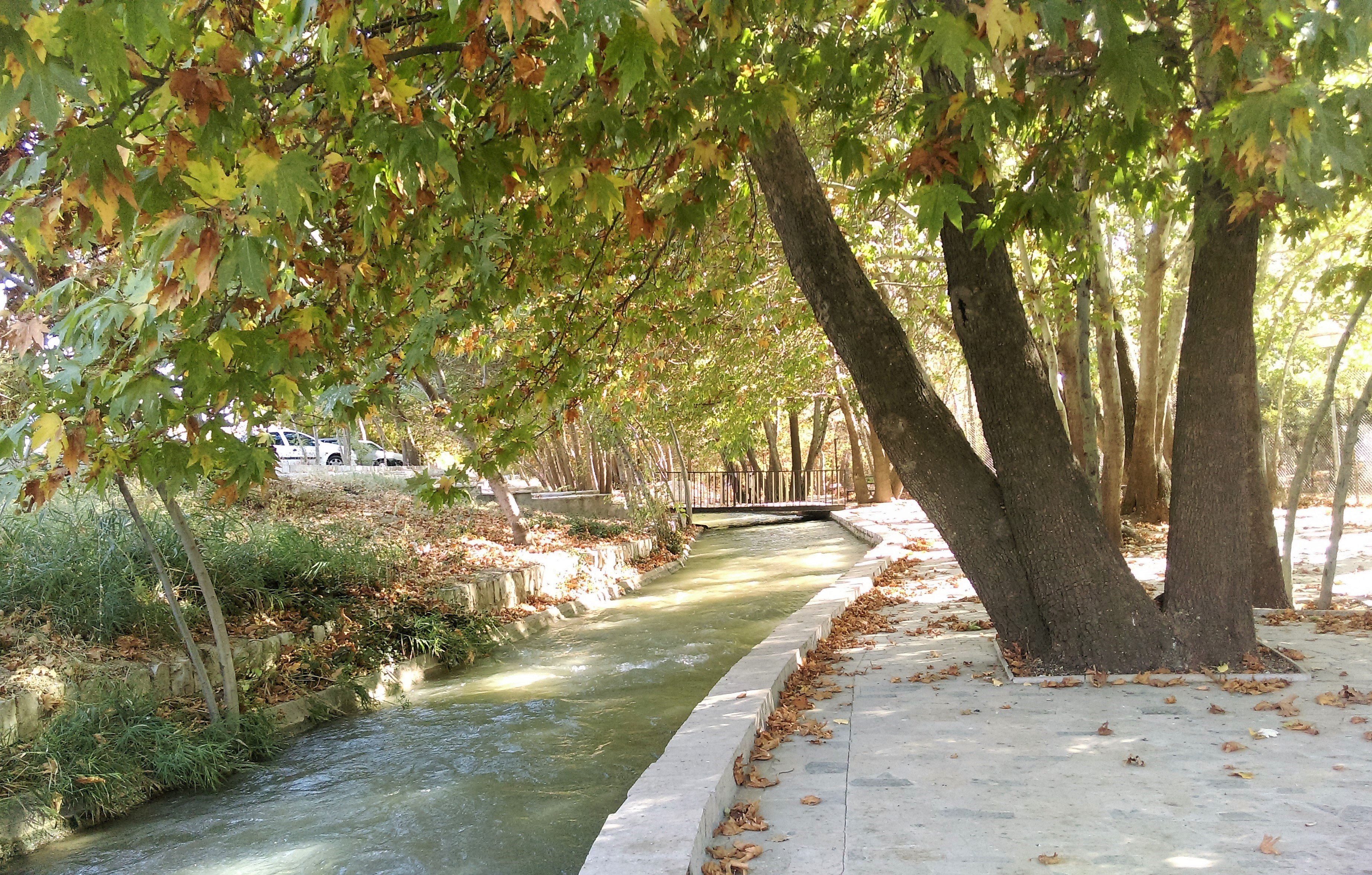
بیشه‌های باغ فدک
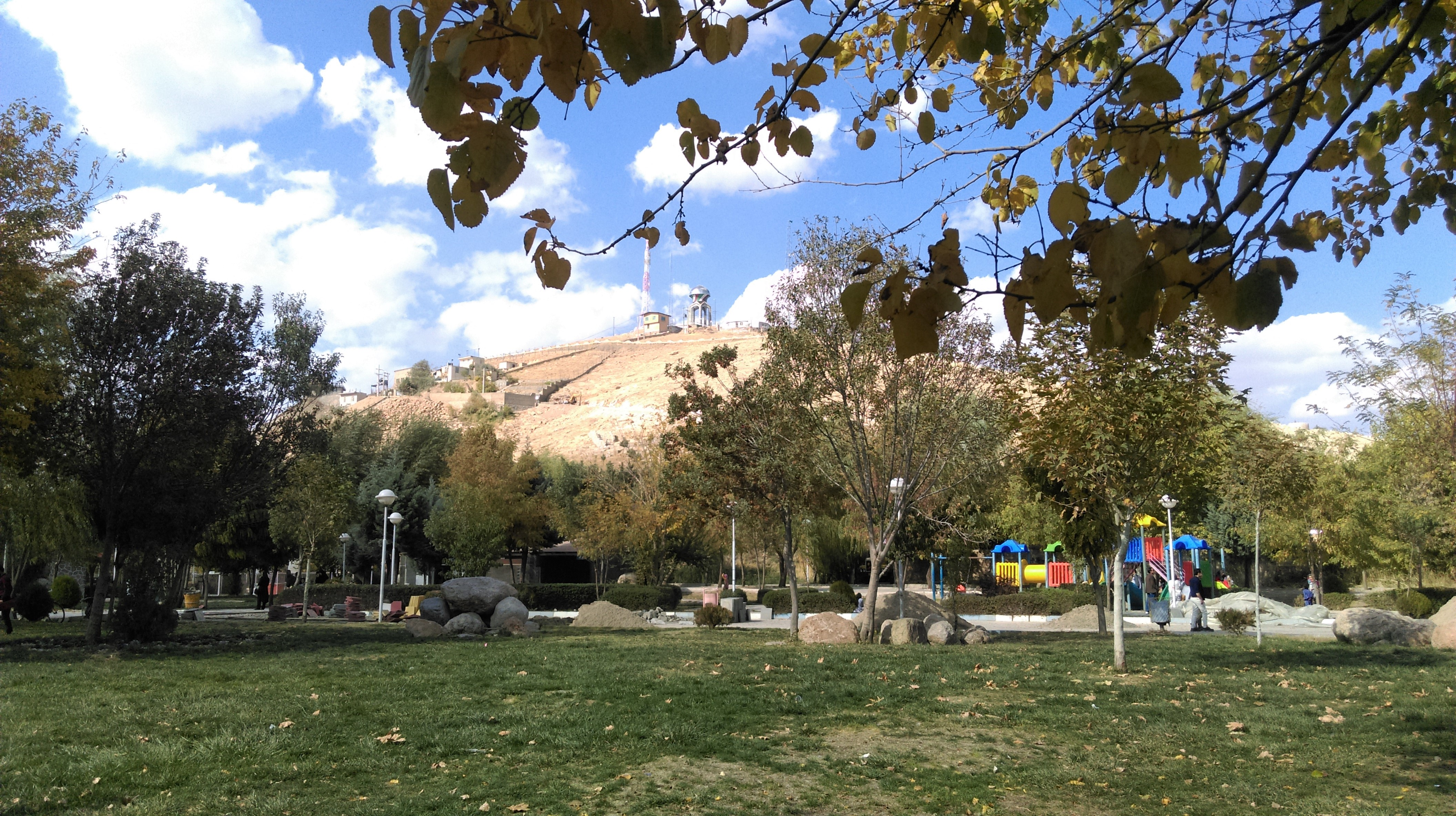
دریاچه باغ فدک
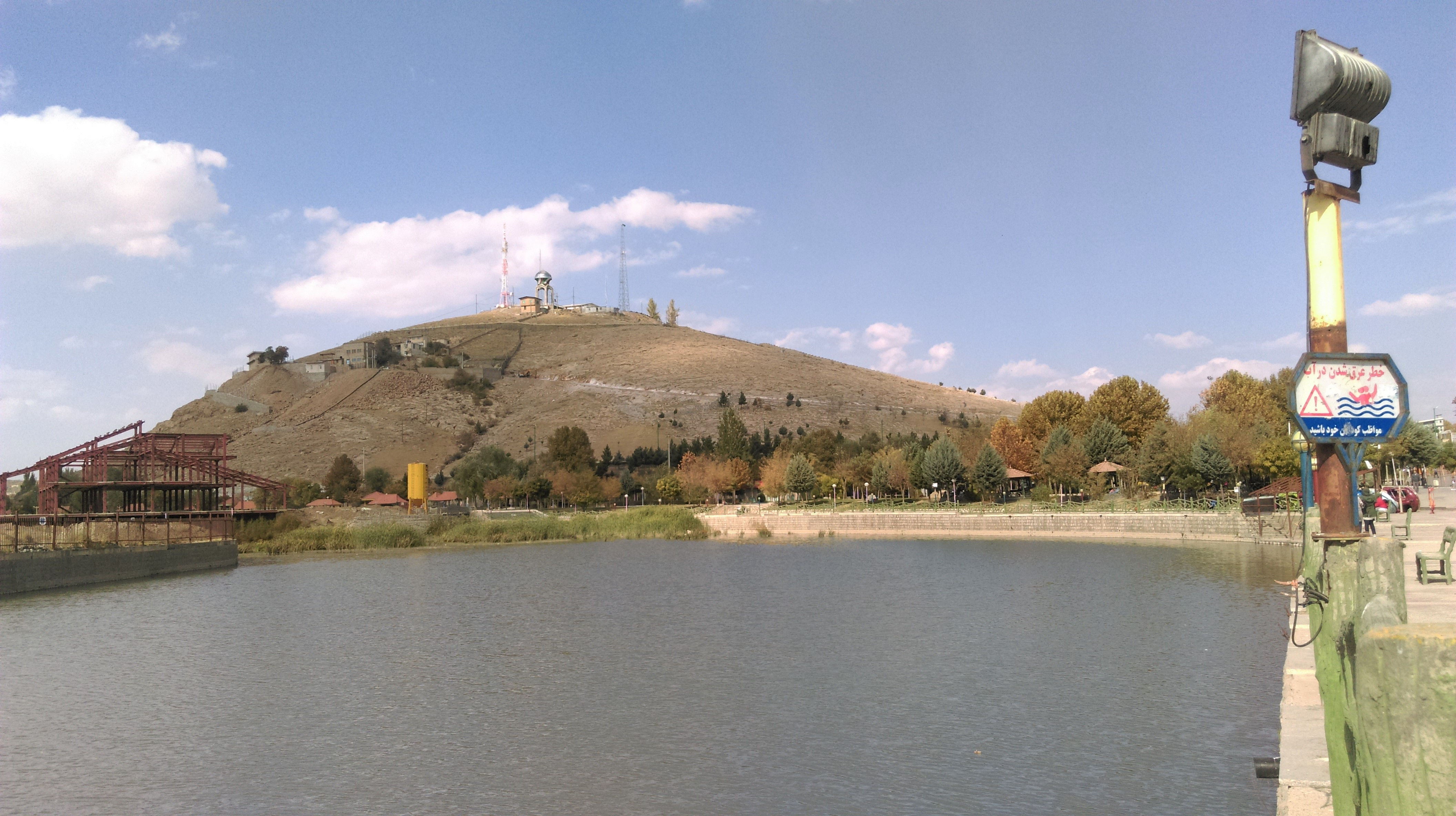
دریاچه فدک و نمایی از تپه چغا
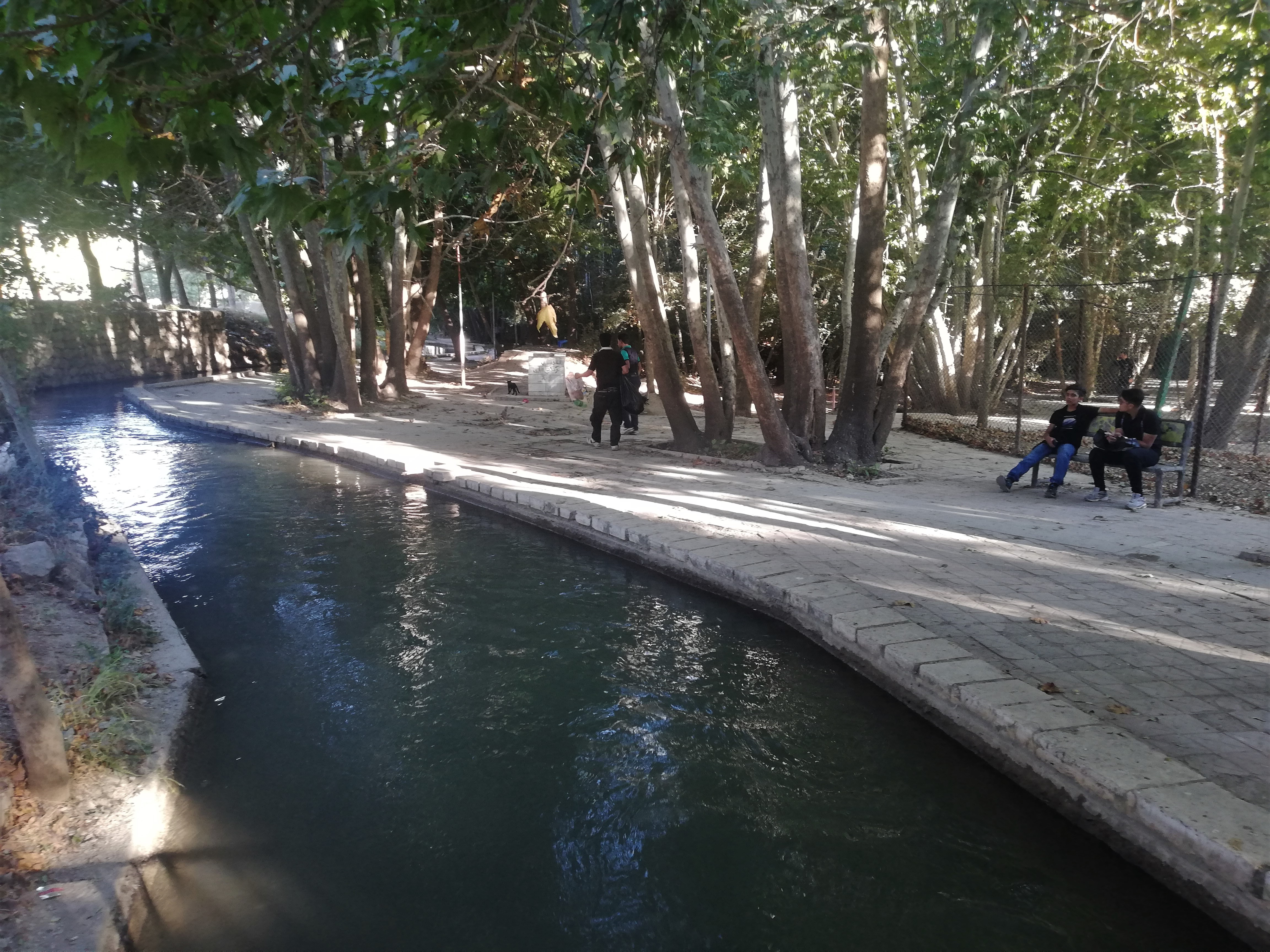
نهر مجاور و ضلع شرقی پارک
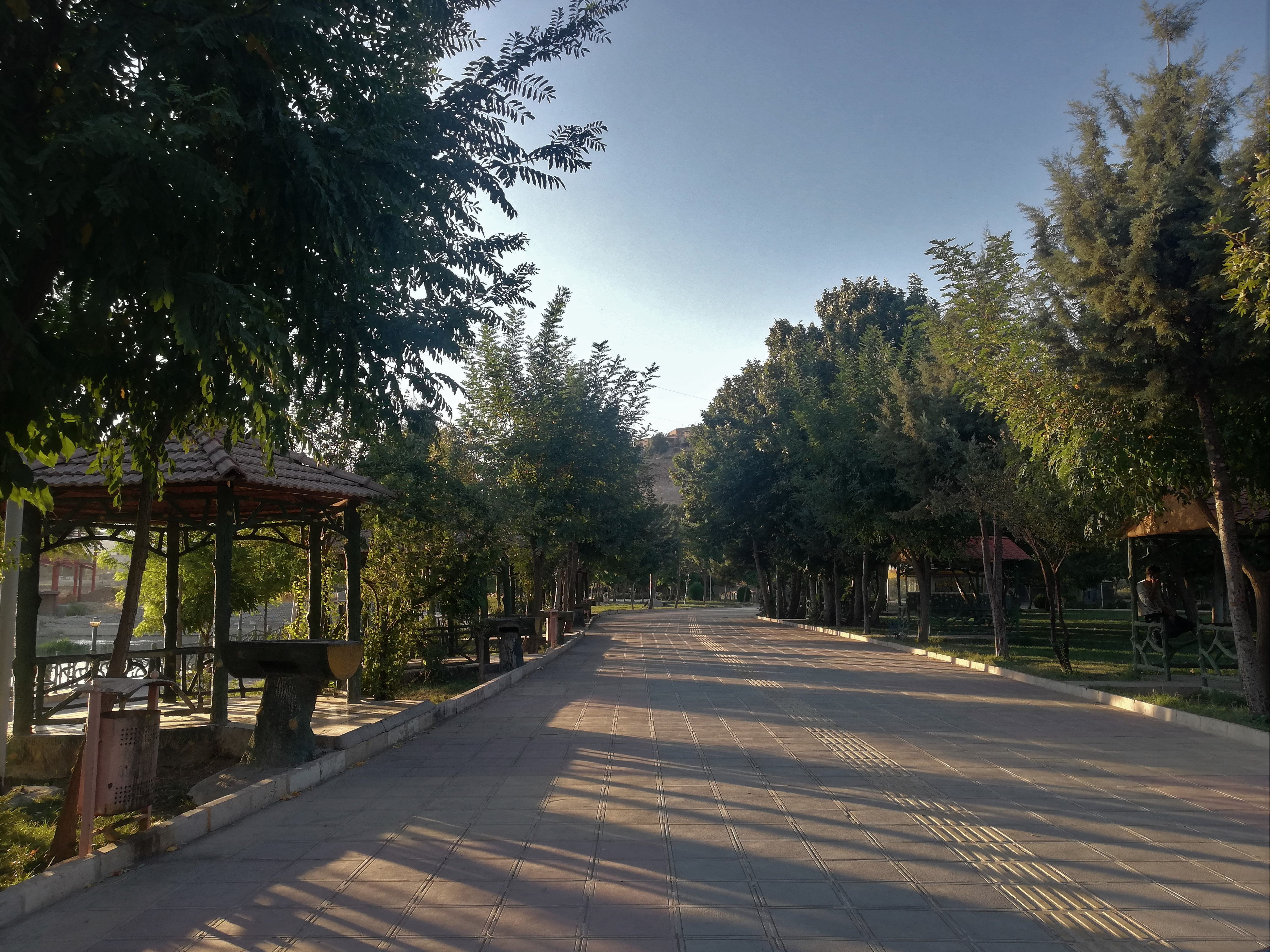
محوطه بوستان
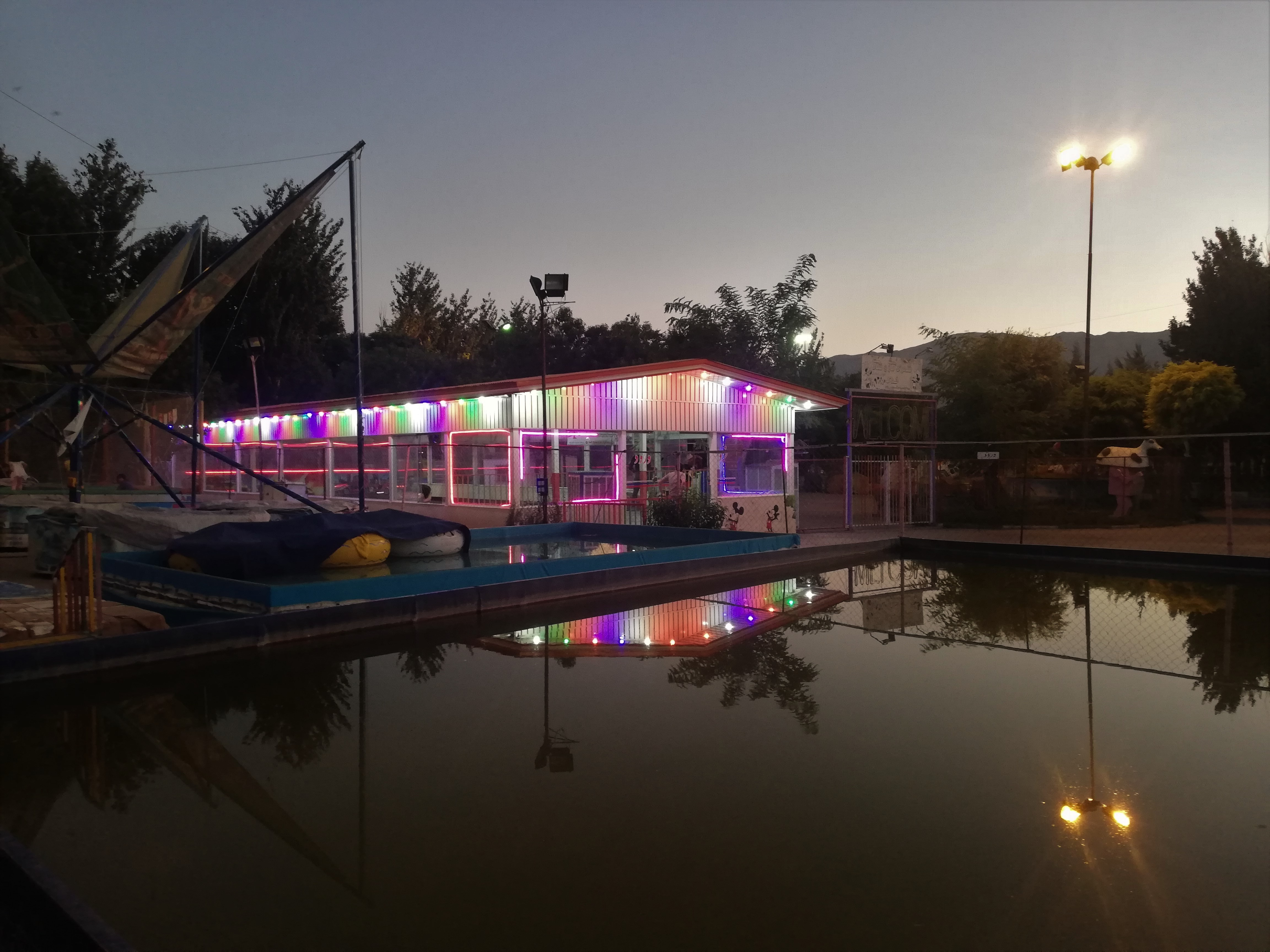
فضای شهربازی بوستان فدک
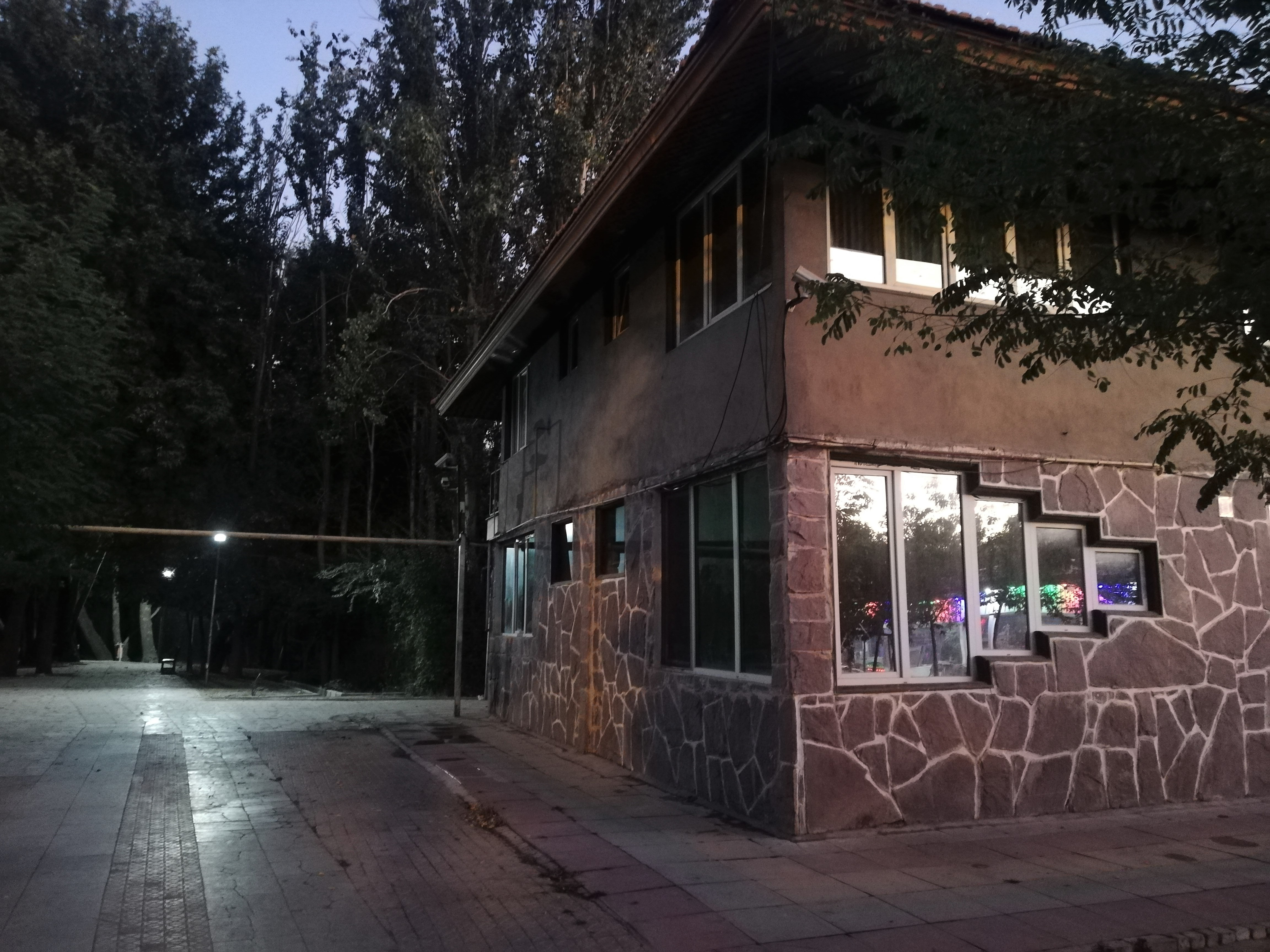
دفتر اداری پارک